# Dientamoeba fragilis
Dientamoeba fragilis is een eencellige parasiet die voorkomt in de darmen van mensen, varkens en gorilla's. Bij sommige mensen veroorzaakt het darmproblemen, bij andere niet. Het is een belangrijke oorzaak van buikgriep, chronische diarree en vermoeidheid; bij kinderen kan het de groei belemmeren.

## Fylogenie
Dientamoeba fragilis behoort tot de orde Amoebes binnen de eencelligen

## Levenscyclus
De levenscyclus van deze parasiet is nog niet volledig bekend, maar op grond van klinische gegevens zijn er wel vermoedens. Tot op heden zijn er in de ontlasting van besmette mensen geen cysten van D. fragilis aangetroffen, alleen trofozoïeten. Besmetting verloopt waarschijnlijk langs Fecaal-orale weg.

## Bouw
D. fragilis vermenigvuldigt zich door binaire deling, beweegt zich voort met pseudopodia (schijnvoetjes) en voedt zich door middel van fagocytose. Het cytoplasma bevat doorgaans een groot aantal vacuolen met opgenomen deeltjes waaronder bacteriën. Afval wordt uitgescheiden door middel van exocytose. D. fragilis bezit een aantal eigenschappen van flagellaten. Zo is er in het tweekernige stadium een schroefvormig lichaam tussen de kernen te zien, de cel bevat een uitgebreid golgiapparaat en de structuur van de celkern lijkt meer op die van trichomonaden met flagellen dan op die van Entamoeba. De aanwezigheid van een hydrogenosoom wijst in dezelfde richting.